# Rudi (Soroca)
Rudi è un comune della Moldavia situato nel distretto di Soroca di 1.118 abitanti al censimento del 2004